# روث هاركن
روث هاركن (بالإنجليزية: Ruth Harkin)‏ هي محامية أمريكية، ولدت في 1944.

## وصلات خارجية
- روث هاركن على موقع إن إن دي بي (الإنجليزية)